# Halowe Mistrzostwa Czech w Lekkoatletyce 2019
Halowe Mistrzostwa Czech w Lekkoatletyce w 2019 – halowe zawody lekkoatletyczne organizowane przez Český atletický svaz, które odbyły się 16 i 17 lutego w Ostrawie.

## Rezultaty
| PB - rekord życiowy \| SB - najlepszy wynik w sezonie \| NR – halowy rekord kraju |

### Mężczyźni
| Konkurencja:              | 1. miejsce                                                                 | Rezultat | 2. miejsce                                                           | Rezultat | 3. miejsce                                                       | Rezultat |
| Bieg na 60 m              | Zdeněk Stromšík                                                            | 6,64     | Pavel Maslák                                                         | 6,76     | Jan Veleba                                                       | 6,77     |
| Bieg na 200 m             | Daniel Vejražka                                                            | 21,50    | Michal Tlustý                                                        | 21,53    | Tomáš Němejc                                                     | 21,56    |
| Bieg na 400 m             | Jan Tesař                                                                  | 46,70    | Patrik Šorm                                                          | 46,83    | Michal Desenský                                                  | 46,95    |
| Bieg na 800 m             | Filip Šnejdr                                                               | 1:48,38  | Tomáš Vystrk                                                         | 1:49,15  | Vojtěch Mlynář                                                   | 1:50,43  |
| Bieg na 1500 m            | Filip Sasínek                                                              | 3:44,02  | Daniel Kotyza                                                        | 3:46,29  | Adam Dvořáček                                                    | 3:49,86  |
| Bieg na 3000 m            | Jan Friš                                                                   | 8:22,09  | Damián Vích                                                          | 8:26,51  | Jáchym Kovář                                                     | 8:27,92  |
| Bieg na 60 m przez płotki | Michal Brož                                                                | 7,94     | Jiří Sýkora                                                          | 7,95     | Marek Lukáš                                                      | 8,09     |
| Sztafeta 4 × 200 m        | Sokol Hradec Králové Michal Desenský Lukáš Hodboď Vít Müller Filip Blatník | 1:26,17  | Slavia Praha Michal Tlustý Vojtěch Svoboda Pavel Petřík Filip Šnejdr | 1:27,69  | AK ŠKODA Plzeň Filip Ličman Daniel Maruštík Jakub Rež Jiří Kubeš | 1:28,02  |
| Skok wzwyż                | Marek Bahník                                                               | 2,20     | Matyáš Dalecký                                                       | 2,12     | Petr Pícha                                                       | 2,08     |
| Skok o tyczce             | Michal Balner                                                              | 5,22     | Jan Kudlička Matěj Ščerba                                            | 5,22     | –                                                                | –        |
| Skok w dal                | Radek Juška                                                                | 7,88     | Adam Pekárek                                                         | 7,39     | Tomáš Kratochvíl                                                 | 7,29     |
| Trójskok                  | Jiří Vondráček                                                             | 16,03    | Ondřej Vodák                                                         | 15,42    | Zdeněk Kubát                                                     | 15,21    |
| Pchnięcie kulą            | Ladislav Prášil                                                            | 19,34    | Martin Novák                                                         | 19,20    | Jan Touš                                                         | 17,02    |
| Siedmiobój                | Jiří Sýkora                                                                | 6006     | Jan Doležal                                                          | 5907     | Marek Lukáš                                                      | 5619     |

### Kobiety
| Konkurencja:              | 1. miejsce                                                                           | Rezultat | 2. miejsce                                                                    | Rezultat | 3. miejsce                                                                         | Rezultat |
| Bieg na 60 m              | Klára Seidlová                                                                       | 7,26     | Nikola Bendová                                                                | 7,50     | Lucie Domská                                                                       | 7,57     |
| Bieg na 200 m             | Jana Slaninová                                                                       | 23,81    | Barbora Šplechtnová                                                           | 23,85    | Barbora Dvořáková                                                                  | 24,14    |
| Bieg na 400 m             | Lada Vondrová                                                                        | 52,67    | Zuzana Hejnová                                                                | 53,03    | Tereza Petržilková                                                                 | 53,44    |
| Bieg na 800 m             | Diana Mezuliáníková                                                                  | 2:02,50  | Simona Vrzalová                                                               | 2:02,94  | Lenka Masná                                                                        | 2:04,38  |
| Bieg na 1500 m            | Simona Vrzalová                                                                      | 4:27,35  | Renata Vocásková                                                              | 4:30,52  | Anna Málková                                                                       | 4:32,88  |
| Bieg na 3000 m            | Kristiina Mäki                                                                       | 9:21,43  | Lucie Sekanová                                                                | 9:23,12  | Tereza Hrochová                                                                    | 9:43,45  |
| Bieg na 60 m przez płotki | Helena Jiranová                                                                      | 8,31     | Lucie Koudelová                                                               | 8,31     | Kateřina Dvořáková                                                                 | 8,37     |
| Sztafeta 4 × 200 m        | LIAZ Jablonec n/N. Adéla Novotná Františka Rappová Vendula Štanclová Barbora Hůlková | 1:38,61  | Slavia Praha Nikoleta Jíchová Tereza Marková Klára Staňková Agáta Kolingerová | 1:40,41  | Olymp Brno Andrea Zabloudilová Kateřina Dlabajová Natálie Křížková Věra Holubářová | 1:40,76  |
| Skok wzwyż                | Michaela Hrubá                                                                       | 1,90     | Klára Krejčiříková                                                            | 1,87     | Bára Sajdoková                                                                     | 1,81     |
| Skok o tyczce             | Romana Maláčová                                                                      | 4,35     | Amálie Švábíková                                                              | 4,17     | Nikol Jiroutová                                                                    | 4,02     |
| Skok w dal                | Anna Křížková                                                                        | 6,10     | Eliška Klučinová                                                              | 5,98     | Michaela Kučerová                                                                  | 5,97     |
| Trójskok                  | Emma Maštalířová                                                                     | 12,90    | Šárka Vachata                                                                 | 12,54    | Ivana Reicheltová                                                                  | 12,07    |
| Pchnięcie kulą            | Markéta Červenková                                                                   | 16,58    | Gabriela Pallová                                                              | 15,46    | Jana Kárníková                                                                     | 15,04    |
| Pięciobój                 | Eliška Klučinová                                                                     | 4462     | Kateřina Dvořáková                                                            | 4062     | Barbora Dvořáková                                                                  | 3965     |